# La Folle de Chaillot

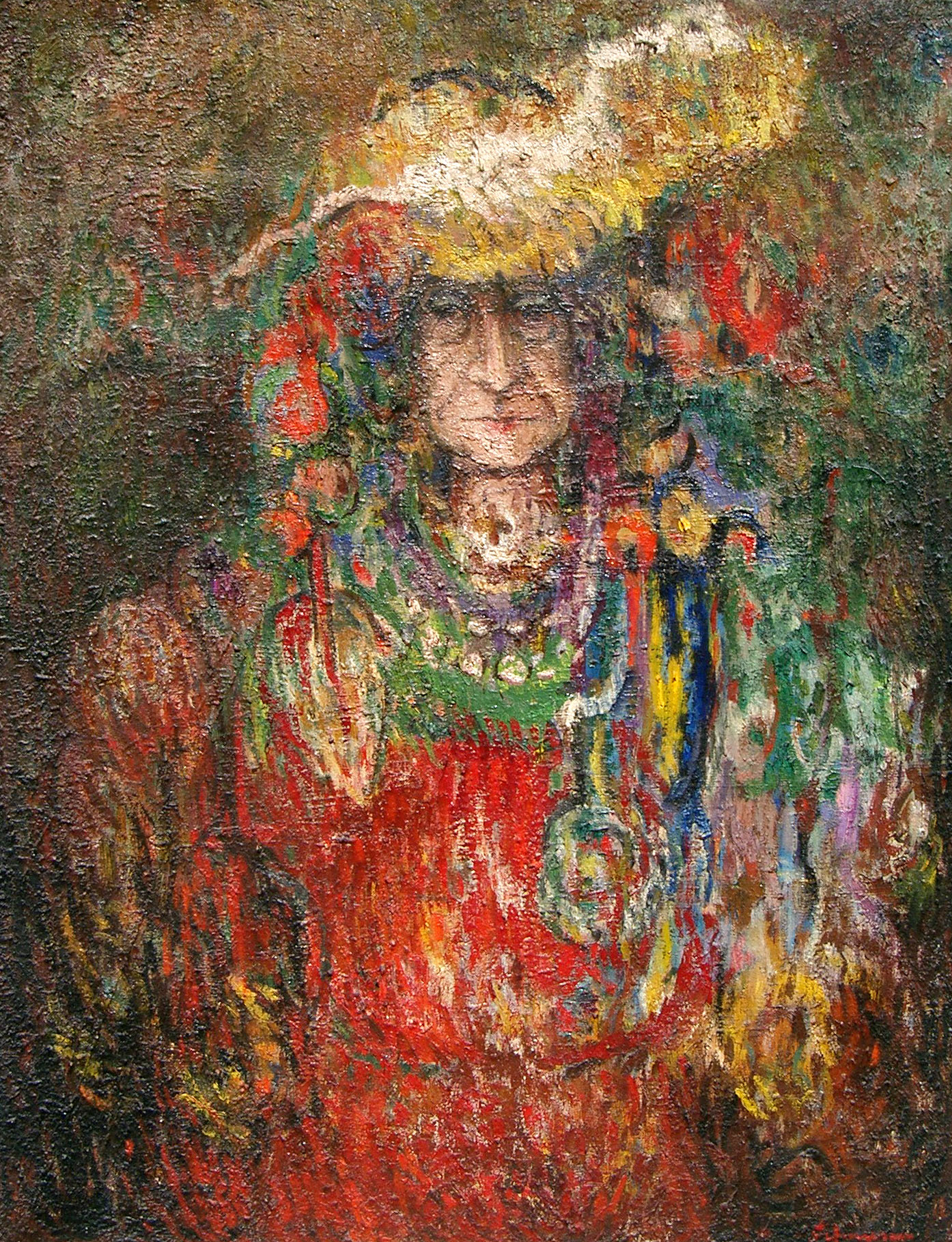
Die rumänische Schauspielerin Lucia Sturdza Bulandra in der Rolle der La Folle de Chaillot, Gemälde von George Ştefănescu, 1967

La Folle de Chaillot (Die Irre von Chaillot, auch Die Verrückte von Chaillot) ist ein satirisches Theaterstück des französischen Diplomaten und Schriftstellers Jean Giraudoux.

## Entstehung
Nach Kriegsbeginn wurde Giraudoux zum Commissaire général à l'Information ernannt, einer Art Propaganda-Minister; er zog sich aber nach dem deutschen Angriff, dem blitz allemand, im Mai 1940 und der Etablierung des Pétain-Regimes im Juni mehr und mehr ins Private zurück. In der relativen Normalität, die – trotz der deutschen Besatzung – von Herbst 1940 bis etwa Ende 1943 in Frankreich herrschte, publizierte er eine Sammlung von Vorträgen und Essays und schrieb weitere Stücke, darunter La Folle de Chaillot, 1943 als letztes Werk vor seinem ungeklärten plötzlichen Tod verfasst.

## Form
Das Stück besteht aus zwei Akten und folgt der klassischen Aristotelischen Einheitlichkeit von Zeit, Raum und Handlung. Es spielt zu Beginn des 20. Jahrhunderts an einem Tag im Quartier de Chaillot im 16. Arrondissement von Paris.

## Handlung
Der erste Akt spielt auf der Terrasse des kleinen Cafés «Chez Francis» in der Nähe der Seine. Eine Gruppe von skrupellosen Geschäftsleuten (der in vielen Aufsichtsräten vertretene einflussreiche „Präsident“, ein „Baron“, ein „Börsenmakler“ und ein „Prospektor“) sind auf der Suche nach Geld und Öl. Die Geschäftemacher wollen eine Aktiengesellschaft gründen und Paris teilweise sprengen, da sie unter der Stadt Erdölvorkommen vermuten und sie erschließen wollen. Geschichte und Kultur sind für sie wertlos und stehen nur dem Gewinn im Weg.
Sie warten auf den von ihnen erpressten jungen Pierre, der für sie ein Bombenattentat auf das Haus des staatlichen Ingenieurs verüben soll, weil dieser sämtliche Prospektionsgrabungen in Paris ablehnt. Pierre bekommt im letzten Moment Skrupel, verzweifelt in seiner Zwickmühle und will Suizid begehen, wird jedoch durch den Knockout-Schlag eines Retters davor bewahrt und ohnmächtig ausgerechnet zu dem nahegelegenen Café gebracht. Dort verliebt sich die Geschirrwäscherin Irma in ihn.
Auch die liebenswert-lächerlich exzentrische Aurélie, bereits älteren Jahrgangs, befindet sich im Café, denn sie will sich gerade Essensreste dort abholen. Von den anderen Armen, der Spülerin Irma, einem philosophierenden Lumpensammler, einem welterfahrenen Kloakenreiniger, dem Kellner und Piccolo, einem Blumenmädchen, einem Straßensänger und einem Schnürsenkelverkäufer, sogar vom Bezirkspolizisten, wird sie verehrend als „Gräfin“ angeredet. Die „irre Gräfin“ überzeugt den verzweifelten Pierre von der Schönheit des Lebens und gibt ihm neuen Mut. Nachdem ihr Pierre alsdann von den Plänen der Spekulanten berichtet hat, beschließt sie, deren Pläne zu durchkreuzen.
Im zweiten Akt heckt die „Irre“ mit ihren ähnlich schrulligen Freundinnen Constance, Gabrielle und Joséphine (den „Irren“ von Passy, St-Sulpice de Paris und La Concorde) sowie den Armen eine List aus. In einer provisorischen Gerichtsverhandlung verurteilen sie zunächst die Geschäftsleute und ihre Helfer zum Tode. Aurélie lädt nun die Verbrecher in ihre Wohnung im Keller ein, unter dem Vorwand angelockt, das Wasser dort schmecke nach Öl. Von der Wohnung führt eine Treppe weiter hinab in die Abwasserkanäle unter Paris, aus denen Ortsunkundige nicht mehr herausfinden. Kaum sind die Spekulanten und Vertreter der Sensationspresse die Treppe hinab, schließt die „Irre“ die Türe für immer hinter ihnen zu und vollstreckt so das gefällte Urteil.
Um das Happy End perfekt zu machen, bewirkt Aurélie auch noch, dass sich Irma und Pierre in Liebe finden. Sie selbst war einst zu zaghaft und hatte so die Chance auf Liebesglück vergeben. Kämpferisch erklärt sie, künftig allen Angriffen auf die Menschlichkeit entgegenzutreten.

## Interpretation
Das Stück ist eine bitter-melancholische Satire auf das Treiben der Spekulanten und Geschäftemacher während der deutschen Besatzungszeit in Paris.
Der angeblich auf Realität und Vernunft beruhende materialistische Kapitalismus und angeblich fortschrittliche Zeitgeist (Präsident, Baron, Makler und Prospektor stehen stellvertretend für Unternehmer, Finanzwelt, (Geld-)Adel sowie Fortschritt und moderne Technik insgesamt) ist das eigentlich Wahnsinnige.
Die Irren, verkörpert durch die exzentrischen Freundinnen, sind in Wahrheit diejenigen mit gesundem Menschenverstand, haben durch ihren Schutzpanzer ihre Tatkraft, Freiheitsliebe und Mitmenschlichkeit bewahrt. Sie und die Armen und Künstler, verkörpert durch den Lumpensammler, das Blumenmädchen, den Straßensänger usw., sind auch die Einzigen, die noch nicht den Zwängen dieses brutalen Gesellschaftssystems folgen (müssen), sondern menschlich handeln (können), da sie für die Wirtschaft nicht von Bedeutung sind.
Giraudoux verpackt diese Kernaussage in die Form eines poetisch verpackten modernen Märchens: Die Bösen erhalten alle ihre gerechte Strafe, Lebensfreude und Gewitztheit besiegen den mächtigen Materialismus, die Liebenden finden zueinander.

## Aufführungen und Bearbeitungen

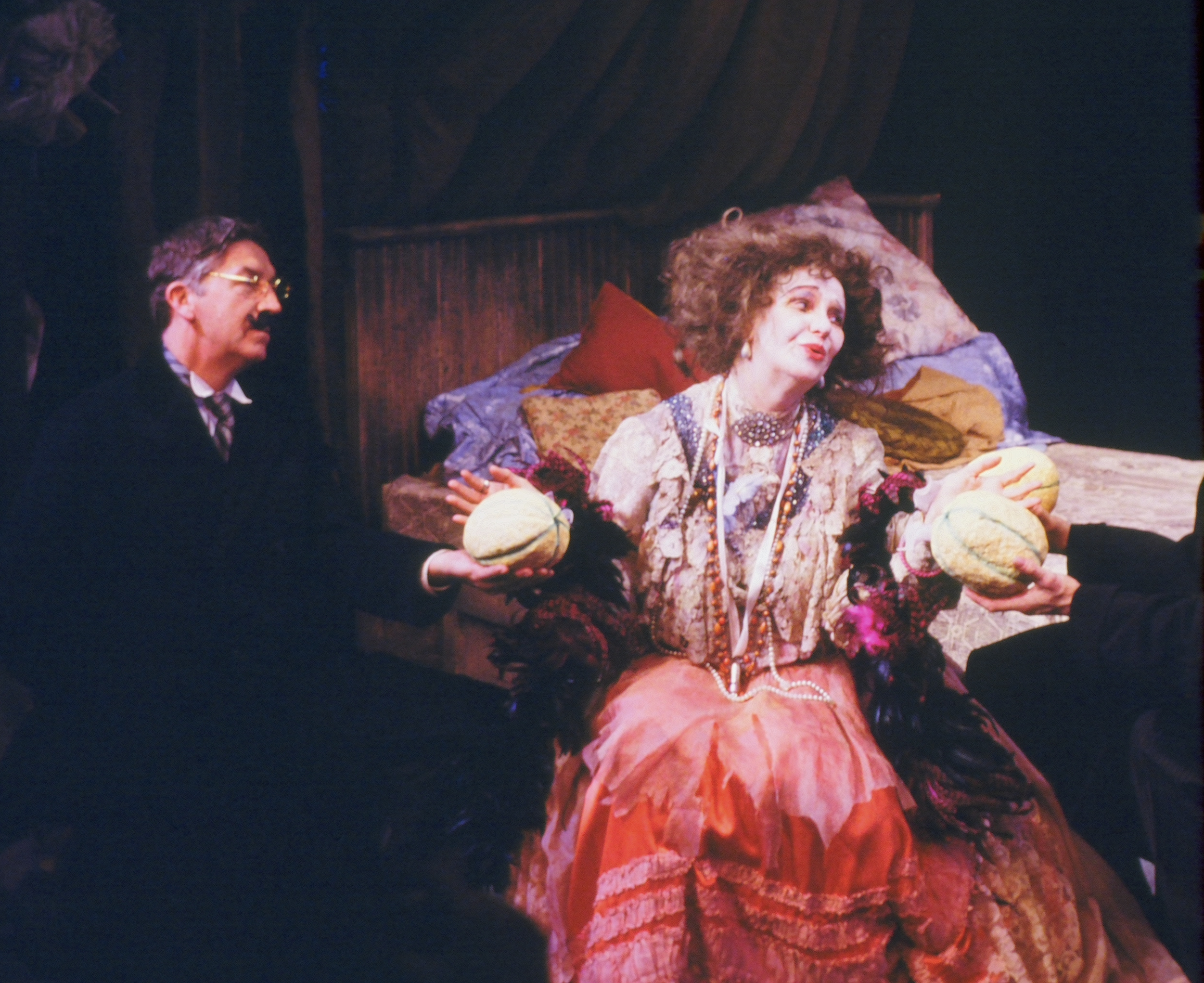
Aufführung 1984 in New York mit Geraldine Page in der Hauptrolle, The Mirror Theater Ltd

Während der deutschen Besetzung Frankreichs durften Giraudoux’ Dramen nicht aufgeführt werden. Das Stück wurde erst postum am 19. Dezember 1945 im Théâtre de l'Athénée in Paris von Louis Jouvet nach dessen Rückkehr aus Amerika uraufgeführt. Die deutschsprachige Erstaufführung war im Juni 1946 am Schauspielhaus Zürich. Es erlebte zahlreiche Neubearbeitungen und Adaptionen und ist eines der bekanntesten, bis in die 1960er Jahre im deutschsprachigen Raum oft gespielten Theaterstücke von Giraudoux. Heute ist es eher selten auf deutschen Bühnen zu sehen, das letzte Mal 2017 in München im Theater Viel Lärm um Nichts.
1969 wurde es, der Broadwaymusical-Bearbeitung von Maurice Valency folgend, nach dem Drehbuch von Edward Anhalt und unter Regie von Bryan Forbes verfilmt, mit Katharine Hepburn in der Hauptrolle und weiteren prominenten Schauspielern (englischer Originaltitel: The Madwoman of Chaillot). Ebenfalls als Musical Dear World wurde es 1969 bearbeitet. Eine Inszenierung als Ballett mit der Musik von Rodion Chtchedrin erfolgte 1992 in Paris im Espace Cardin.

## Ausgaben
- La folle de Chaillot. Paris: Grasset 1946.

Deutsche Übersetzung
- Kein Krieg in Troja. Die Irre von Chaillot.  Ins Deutsche übertragen von Annette Kolb und W. M. Treichlinger. Frankfurt am Main: Fischer 1959. (Fischer Taschenbuch.)
- Die Irre von Chaillot. Stück in zwei Akten. Übers. Wilhelm M. Treichlinger. Stuttgart: Reclam 1980. ISBN 3-15009979-X